# Sukamenak (Sukaresik)
Sukamenak is een bestuurslaag in het regentschap Tasikmalaya van de provincie West-Java, Indonesië. Sukamenak telt 4359 inwoners (volkstelling 2010).